# Morti nel 1995/Luglio
| Questa pagina contiene informazioni ricavate automaticamente dalle voci biografiche con l'ausilio del template Bio e di un bot. L'aggiornamento è periodico e automatico e ricostruisce completamente la pagina. Se manca una persona in questa lista, sei pregato di non aggiungerla, ma accertati piuttosto che la sua voce biografica contenga il template Bio e che i dati anagrafici siano correttamente compilati. Se il template Bio manca, inseriscilo tu stesso o, in alternativa, metti l'avviso {{tmp\|Bio}} che ne segnala la mancanza. Se i dati riportati sono sbagliati, correggi direttamente la voce biografica; le modifiche saranno visibili in questa lista entro pochi giorni. Per chiarimenti vedi il progetto biografie. La lista contiene solo le 105 persone che sono citate nell'enciclopedia e per le quali è stato implementato correttamente il template Bio. Pagina aggiornata al 18 lug 2025. |

- 1º luglio - Paul Nguyễn Văn Bình, arcivescovo cattolico vietnamita (n. 1910)
- 2 luglio - Claudio Costa, artista italiano (n. 1942)
- 2 luglio - Menachem Mendel Futerfas, rabbino, mistico e educatore russo (n. 1906)
- 2 luglio - Alex Jordan, attrice pornografica statunitense (n. 1963)
- 2 luglio - Zdeněk Košler, direttore d'orchestra ceco (n. 1928)
- 2 luglio - Krissy Taylor, supermodella statunitense (n. 1978)
- 3 luglio - Rosalia Chladek, ballerina, coreografa e insegnante ceca (n. 1905)
- 3 luglio - Charley Eckman, allenatore di pallacanestro e arbitro di pallacanestro statunitense (n. 1921)
- 3 luglio - Pancho Gonzales, tennista statunitense (n. 1928)
- 3 luglio - Alexander Langer, politico, saggista e giornalista italiano (n. 1946)
- 4 luglio - Gilberto Bosques Saldívar, diplomatico messicano (n. 1892)
- 4 luglio - Eva Gabor, attrice e doppiatrice ungherese (n. 1919)
- 4 luglio - Bob Ross, pittore, militare e personaggio televisivo statunitense (n. 1942)
- 5 luglio - Renato Baldini, attore italiano (n. 1921)
- 5 luglio - Christian Calmes, diplomatico e storico lussemburghese (n. 1913)
- 5 luglio - Takeo Fukuda, politico giapponese (n. 1905)
- 5 luglio - Jüri Järvet, attore estone (n. 1919)
- 7 luglio - Léon Le Calvez, ciclista su strada francese (n. 1909)
- 7 luglio - Eeva-Liisa Manner, poetessa, drammaturga e traduttrice finlandese (n. 1921)
- 8 luglio - Brijendra Singh, indiano (n. 1918)
- 8 luglio - Mario Casacci, sceneggiatore italiano (n. 1920)
- 8 luglio - Edmondo Fabbri, allenatore di calcio e calciatore italiano (n. 1921)
- 8 luglio - Andrea Giovene, scrittore italiano (n. 1904)
- 8 luglio - Pál Kovács, schermidore ungherese (n. 1912)
- 9 luglio - Stephen Kaplan, scrittore e conduttore radiofonico statunitense (n. 1940)
- 9 luglio - Werner Kümmel, biblista tedesco (n. 1905)
- 9 luglio - Federico Marietti, cestista italiano (n. 1927)
- 10 luglio - Attilio Boccazzi Varotto, fotografo, scrittore e traduttore italiano (n. 1936)
- 11 luglio - Kalevi Ihalainen, cestista e hockeista su ghiaccio finlandese (n. 1913)
- 11 luglio - Michele Montanari, cantante italiano (n. 1908)
- 11 luglio - Mária Rohonczi, cestista, velocista e giavellottista ungherese (n. 1923)
- 11 luglio - Carlo Tresoldi, calciatore italiano (n. 1952)
- 12 luglio - Tane Ikai, supercentenaria giapponese (n. 1879)
- 12 luglio - John Yudkin, biochimico e fisiologo inglese (n. 1910)
- 13 luglio - József Bencsics, calciatore ungherese (n. 1933)
- 13 luglio - Erich Kulka, storico, scrittore e giornalista israeliano (n. 1911)
- 13 luglio - Matti Pellonpää, attore finlandese (n. 1951)
- 14 luglio - Sergej Šuplecov, sciatore freestyle russo (n. 1970)
- 15 luglio - Khalid Bakdash, politico siriano (n. 1912)
- 15 luglio - Robert-Joseph Coffy, cardinale e arcivescovo cattolico francese (n. 1920)
- 15 luglio - Paula Myers-Pope, tuffatrice statunitense (n. 1934)
- 15 luglio - Ivano Staccioli, attore italiano (n. 1927)
- 16 luglio - Torfi Bryngeirsson, lunghista e astista islandese (n. 1926)
- 16 luglio - Louis Darmanin, pallanuotista maltese (n. 1908)
- 16 luglio - Mordechai Gur, generale e politico israeliano (n. 1930)
- 16 luglio - Fortunato Lay, musicista e giornalista italiano (n. 1903)
- 16 luglio - May Sarton, poetessa e scrittrice belga (n. 1912)
- 16 luglio - Patsy Ruth Miller, attrice statunitense (n. 1904)
- 16 luglio - Zenonas Puzinauskas, cestista lituano (n. 1920)
- 16 luglio - Tullio Rossi, architetto italiano (n. 1903)
- 16 luglio - Stephen Spender, poeta e saggista inglese (n. 1909)
- 17 luglio - Gani Bobi, filosofo e sociologo albanese (n. 1943)
- 17 luglio - Harvey Charters, canoista canadese (n. 1912)
- 17 luglio - Juan Manuel Fangio, pilota automobilistico argentino (n. 1911)
- 17 luglio - Harry Guardino, attore statunitense (n. 1925)
- 17 luglio - Maša Haľamová, poetessa e drammaturga slovacca (n. 1908)
- 18 luglio - Günter Bialas, compositore tedesco (n. 1907)
- 18 luglio - Fabio Casartelli, ciclista su strada italiano (n. 1970)
- 18 luglio - Johan Oxenstierna, pentatleta svedese (n. 1899)
- 18 luglio - Srinagarindra, principessa thailandese (n. 1900)
- 19 luglio - René Privat, ciclista su strada francese (n. 1930)
- 20 luglio - Renzo Del Chicca, allenatore di pallavolo italiano (n. 1913)
- 20 luglio - Cesare Emiliani, geologo italiano (n. 1922)
- 20 luglio - Helmut Gernsheim, fotografo e storico tedesco (n. 1913)
- 20 luglio - Ernest Mandel, economista, politologo e politico belga (n. 1923)
- 20 luglio - Raimundo Tupper, calciatore cileno (n. 1969)
- 21 luglio - Ino Savini, direttore d'orchestra, compositore e musicologo italiano (n. 1904)
- 21 luglio - Genevieve Tobin, attrice statunitense (n. 1899)
- 21 luglio - Michael Wisher, attore britannico (n. 1935)
- 22 luglio - Oscar Ferrari, calciatore italiano (n. 1931)
- 23 luglio - Matthias Defregger, vescovo cattolico e militare tedesco (n. 1915)
- 23 luglio - Chuck Hanger, cestista e avvocato statunitense (n. 1924)
- 23 luglio - Florence Patterson, attrice canadese (n. 1927)
- 24 luglio - Pier Giuseppe Cevese, chirurgo italiano (n. 1914)
- 24 luglio - Hans Wind, militare e aviatore finlandese (n. 1919)
- 24 luglio - Edith Alice Müller, matematica e astronoma spagnola (n. 1918)
- 24 luglio - George Rodger, fotoreporter inglese (n. 1908)
- 25 luglio - Maria Di Maio, attrice e cantante italiana (n. 1923)
- 25 luglio - Esmat Dowlatshahi, nobildonna persiana (n. 1905)
- 25 luglio - Vladimír Dzurilla, hockeista su ghiaccio cecoslovacco (n. 1942)
- 25 luglio - Toru Kumon, educatore giapponese (n. 1914)
- 25 luglio - Rosalia Maggio, attrice italiana (n. 1921)
- 25 luglio - Osvaldo Pugliese, pianista, direttore d'orchestra e compositore argentino (n. 1905)
- 25 luglio - Charlie Rich, cantautore e musicista statunitense (n. 1932)
- 26 luglio - Bolesław Drobiński, militare e aviatore polacco (n. 1918)
- 26 luglio - Baruch Korff, rabbino statunitense (n. 1914)
- 26 luglio - Pietro Leoni, gesuita e missionario italiano (n. 1909)
- 26 luglio - Jaime de Mora y Aragón, attore, pianista e cantante spagnolo (n. 1925)
- 26 luglio - George W. Romney, imprenditore e politico statunitense (n. 1907)
- 27 luglio - Rick Ferrell, giocatore di baseball statunitense (n. 1905)
- 27 luglio - Ennio Fialdini, politico italiano (n. 1926)
- 27 luglio - Marco Ricci, pittore e incisore italiano (n. 1938)
- 27 luglio - Miklós Rózsa, compositore ungherese (n. 1907)
- 27 luglio - Gorazd Zvonický, poeta, scrittore e presbitero slovacco (n. 1913)
- 29 luglio - Bruno Da Col, saltatore con gli sci italiano (n. 1913)
- 29 luglio - Philippe De Lacy, attore statunitense (n. 1917)
- 29 luglio - Miklós Meszéna, schermidore ungherese (n. 1940)
- 29 luglio - Moacyr Brondi Daiuto, allenatore di pallacanestro brasiliano (n. 1915)
- 29 luglio - Severino Varela, calciatore uruguaiano (n. 1913)
- 30 luglio - Aleksander Bardini, regista teatrale e attore polacco (n. 1913)
- 30 luglio - Nando Cicero, regista e attore italiano (n. 1931)
- 30 luglio - Alfredo Giannetti, sceneggiatore e regista italiano (n. 1924)
- 30 luglio - Nikolaj Dmitrievič Kuznecov, ingegnere aeronautico russo (n. 1911)
- 30 luglio - Heleno Oliveira, poeta brasiliano (n. 1941)
- 31 luglio - Lola Todd, attrice statunitense (n. 1904)